# Хорхе Габрић
Хорхе Луис Лухан Габрић Чинали (шп. Jorge Luis Luján Gabrich Cinalli; Човет, 14. октобар 1963) је бивши аргентински фудбалер. Играо је на позицији нападача.
Габрић је родом из места Човет, које се налази на југу провинције Санта Фе у Аргентини. У Човету живи велика заједница потомака исељеника из Далмације. Хорхеов брат од стрица, Иван Габрић, такође је био фудбалер.

## Успеси
Њуелс олд бојс
- Копа либертадорес: (финале: 1988)[7]

Текос
- Прва лига Мексика  (1) : 1993/94.[8]

 Аргентина до 20
- Светско првенство до 20 година:   1983.[9]